# جوش لامبو
جوشوا جريجوري لامبو (من مواليد 19 نوفمبر 1990) هو لاعب كرة قدم أمريكي ولاعب حر. تم توقيعه من قبل San Diego Chargers كلاعب حر في 2015 ثم وقع من قبل جاكسونفيل جاغوارز في 17 أكتوبر 2017. لعب كرة القدم الجامعية في Texas A&M وهو حارس مرمى كرة قدم محترف سابق.